# Matibeye Géneviève
Matibeye Géneviève (Doba, 2 de setembro de 1987) é uma cantora chadiana. Ela representou o seu país no Jeux de la Francophonie 2017 em Abidjan, Costa do Marfim.

## Carreira
Matibeye Géneviève nasceu em 2 de setembro de 1987 em Doba, no sul do Chade e é conhecida pelos seus amigos como "Genzy".  O seu pai mudou-se para os Camarões para trabalhar e a família o seguiu até lá; Géneviève passou a sua infância naquele país antes do seu pai e a família voltarem para o Chade. A sua mãe também é uma cantora interessada. A família é muito religiosa e, aos 12 anos, Géneviève juntou-se ao coral júnior da sua igreja protestante. Em poucos anos, ela se formou no coral da igreja. Géneviève tem licença para trabalhar como técnica de laboratório, mas encontrou trabalho cantando nos cabarés de N'Djamena, onde ficou conhecida como Rossignol (rouxinol).
Géneviève lançou a sua carreira de cantora solo em 2012 e lançou vários singles em francês, árabe e Ngambay. Ela está planeando lançar um álbum no futuro próximo. Géneviève também já cantou com o colega chadiano Mounira Mitchala. A nível internacional, Géneviève ganhou os prémios mundiais de música no Darri Awards 2015 e no Festival NdjamVi de 2015. Ela actuou no Dia Internacional da Mulher de 2016 no Institut Français. Géneviève representou o Chade na categoria de canto no Jeux de la Francophonie 2017 em Abidjan, Costa do Marfim.